# Renault Nepta
O Nepta é um modelo conceitual apresentado pela Renault no Paris Motor Show de 2006. É equipado com um motor 3.5 V6.